# Grüner Tee
| Grüner Tee, China Gunpowder |             |
| Deutsch                     | Grüner Tee  |
| Englisch                    | Green Tea   |
| Chinesisch                  | 绿茶, lǜchá |
| Wassertemperatur            | 70–90 °C    |
| Ziehzeit                    | 1–5 Min.    |

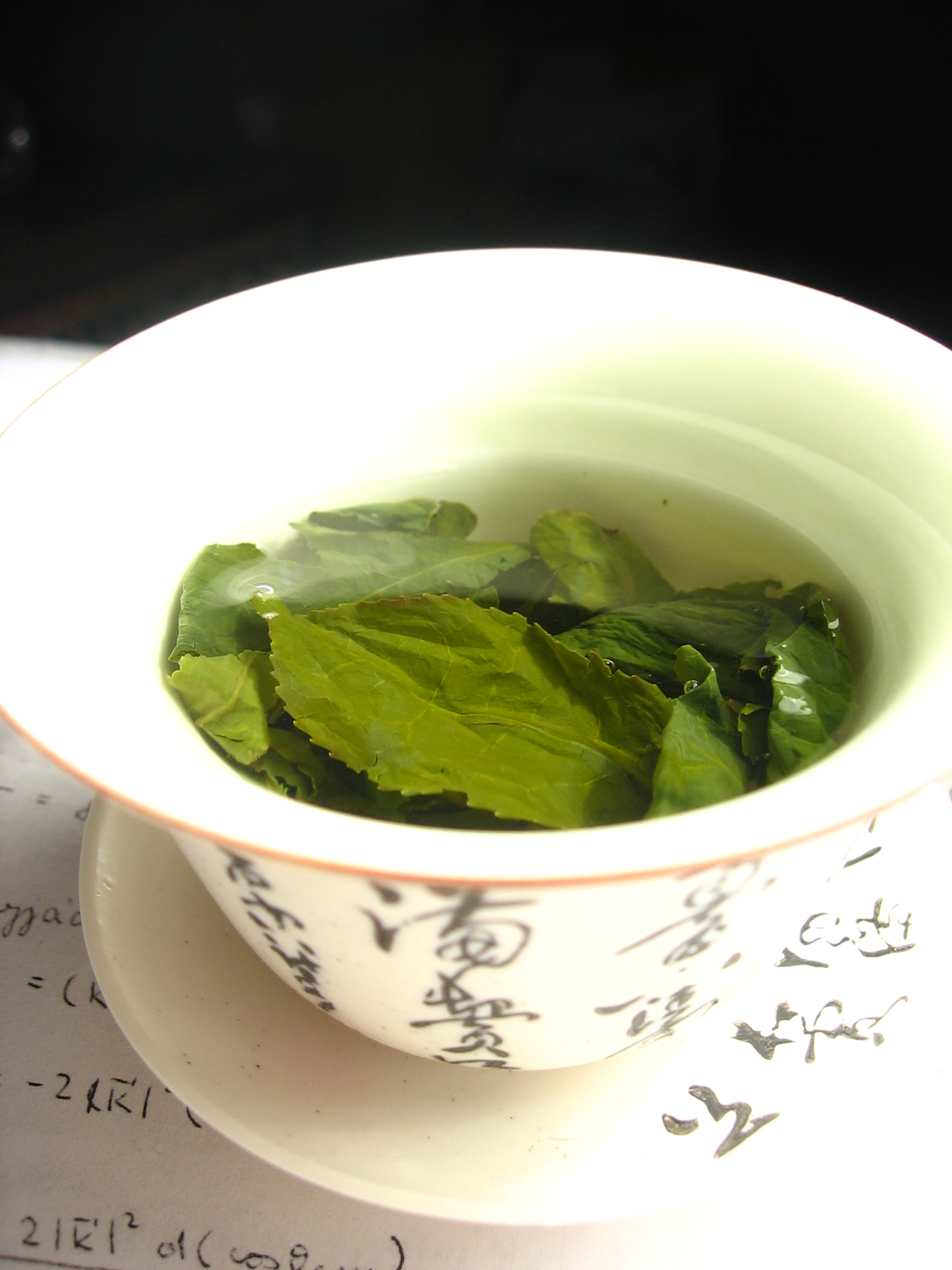
Grüner Tee im Gaiwan

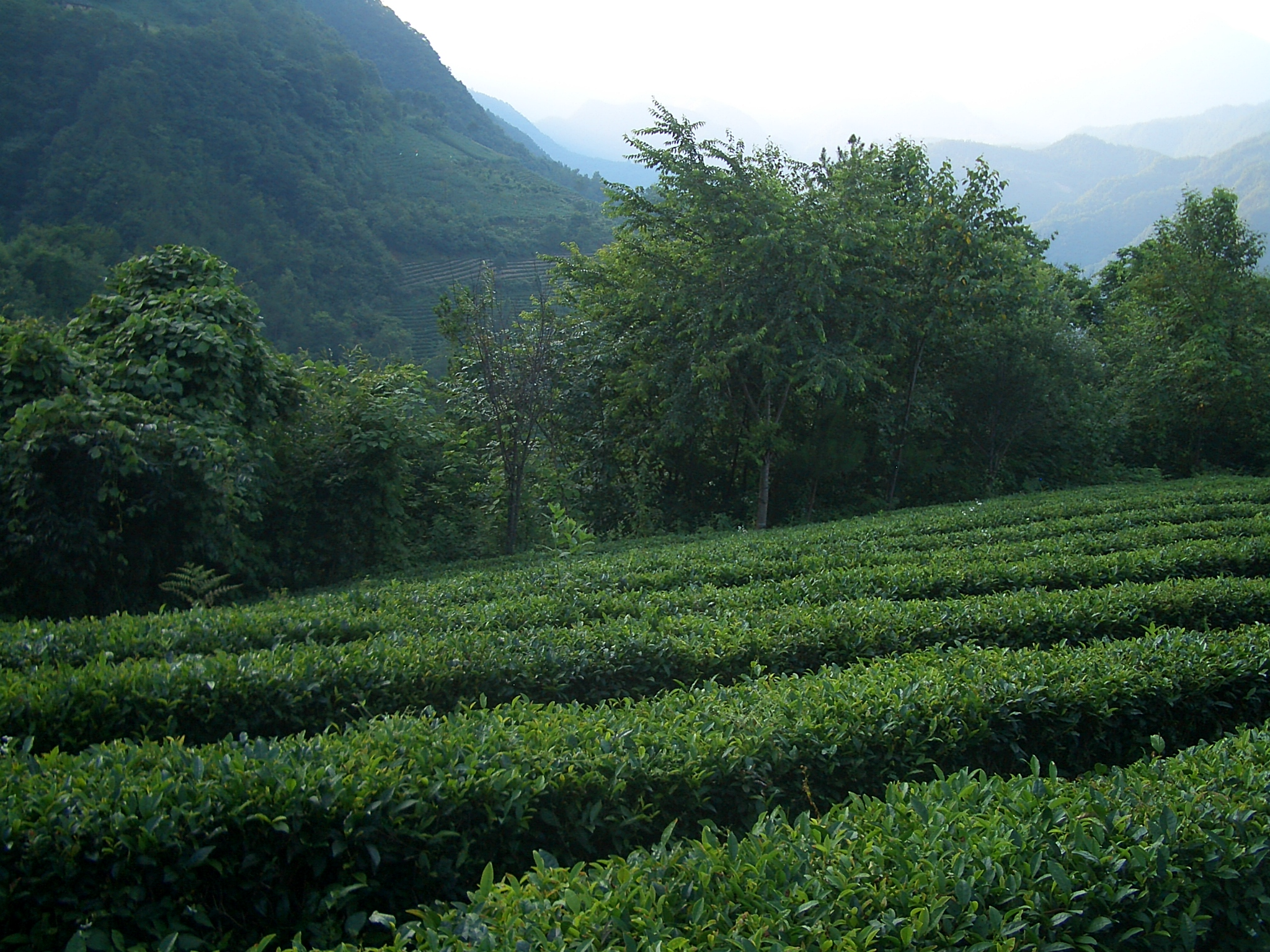
Eine Teeplantage in China

Grüner Tee oder Grüntee (chinesisch 綠茶 / 绿茶, Pinyin lǜchá, Jyutping luk6caa4, japanisch 緑茶 ryokucha) ist eine Teeart, bei der die Teeblätter im Gegensatz zu schwarzem Tee nicht oxidiert sind. Wegen der anderen Verarbeitung werden für Grüntees eher die Blätter von Camellia sinensis gegenüber der Varietät assamica bevorzugt, da sich die kleinblättrige, zartere Sorte besser eignet (Es gibt auch grünen Rooibostee, der ebenfalls unfermentiert ist; er fällt aber nicht unter „Grüntee“ im landläufigen Sinn, wie er in diesem Artikel verstanden wird).
In seiner Verwendung unterscheidet sich grüner Tee von schwarzem Tee unter anderem hinsichtlich der Zubereitung, im Geschmack, den Inhaltsstoffen und Wirkungen des Aufgusses.
Wichtige Inhaltsstoffe des grünen Tees sind Catechine und Theanin. Die gesundheitlichen Auswirkungen dieser Bestandteile finden große Beachtung. Es wurden zahlreiche Studien durchgeführt, in denen verschiedene gesundheitsfördernde Wirkungen festgestellt werden konnten.

## Geschichte
Die Teepflanze wird seit mehreren tausend Jahren in China angebaut. Dort entwickelte sich im 6. Jahrhundert v. Chr. auch diese Variante der Verarbeitung von Tee. Zur Zeit der chinesischen Tang-Dynastie wurde der zu Ziegeln oder anderen Formen gepresste Tee geröstet, zu Pulver gerieben und mit kochendem Wasser zubereitet. Der Dichter Lu Yü hat dies 780 n. Chr. in seinem Werk Chajing ausführlich beschrieben. Die Zubereitung wurde in der nachfolgenden Song-Dynastie noch verfeinert; die Teeblätter kamen nach dem Dämpfen und Trocknen direkt in Steinmühlen und wurden zu Pulver gemahlen. Im 8. Jahrhundert brachten buddhistische Mönche Tee von China nach Japan. Die damals in China übliche Form der Teezubereitung mit gemahlenem Grüntee wurde in Japan seit der Nara-Zeit zur japanischen Teezeremonie weiterentwickelt. Hierbei werden traditionell in Steinmühlen staubfein gemahlene Teeblätter (Matcha) mit einem Teebesen in heißem Wasser aufgeschlagen. Zur Zeit der Ming-Dynastie kam die Methode auf, Teeblätter direkt in einer Teekanne aufzubrühen – heute die weltweit üblichste Form der Zubereitung. In dieser Zeit (16. und 17. Jahrhundert) verbreitete sich der grüne Tee auch in Europa.

## Inhaltsstoffe
Der wichtigste Inhaltsstoff des Tees ist das anregende Coffein, das früher im Zusammenhang mit Tee auch als Tein, Teein oder Thein bezeichnet wurde. Der Coffeingehalt variiert je nach Grünteesorte sehr deutlich. Grundsätzlich weisen die japanischen Sorten Gyokuro und Sencha im Teewasser die höchsten und Kukicha und Bancha die niedrigsten Werte auf. Weitere Bestandteile der Teeblätter sind Catechine, davon als wichtigste Vertreter Epicatechin (EC), Epicatechingallat (ECG), Epigallocatechin (EGC) und Epigallocatechingallat (EGCG). Die meisten gesundheitsfördernden Wirkungen des Grüntees werden den Catechinen zugeschrieben. Allerdings sind die Catechine auch die Stoffe, die dem Tee den bitteren Geschmack verleihen.
Wichtig für den Geschmack eines Grüntees sind die Aminosäuren in den Teeblättern, allen voran das Theanin. Die Aminosäuren machen bis zu sechs Prozent der Trockenmasse der Teeblätter aus. Der Gehalt an Aminosäuren lässt sich gezielt beim Anbau erhöhen, indem man die Teepflanzen im Frühjahr beschattet.
Andere Inhaltsstoffe sind Vitamin A, Vitamin B2, 1-Methylnicotinamid, Calcium, Kalium, Phosphate, Magnesium, Kupfer, Zink, Nickel, Carotine und Fluorid.
Grüner Tee enthält mehr Gerbstoffe (Tannine) als schwarzer Tee, deshalb schmeckt er herber als dieser. Die Gerbstoffe wirken bei nervösem Magen und Darm beruhigend und bei trägem Darm stopfend.

## Herstellung
Die Herstellung von grünem Tee kann sich stark unterscheiden, je nachdem welche Art hergestellt werden soll. Eine genaue Beschreibung findet sich im Artikel des jeweiligen Tees.

### Sorten

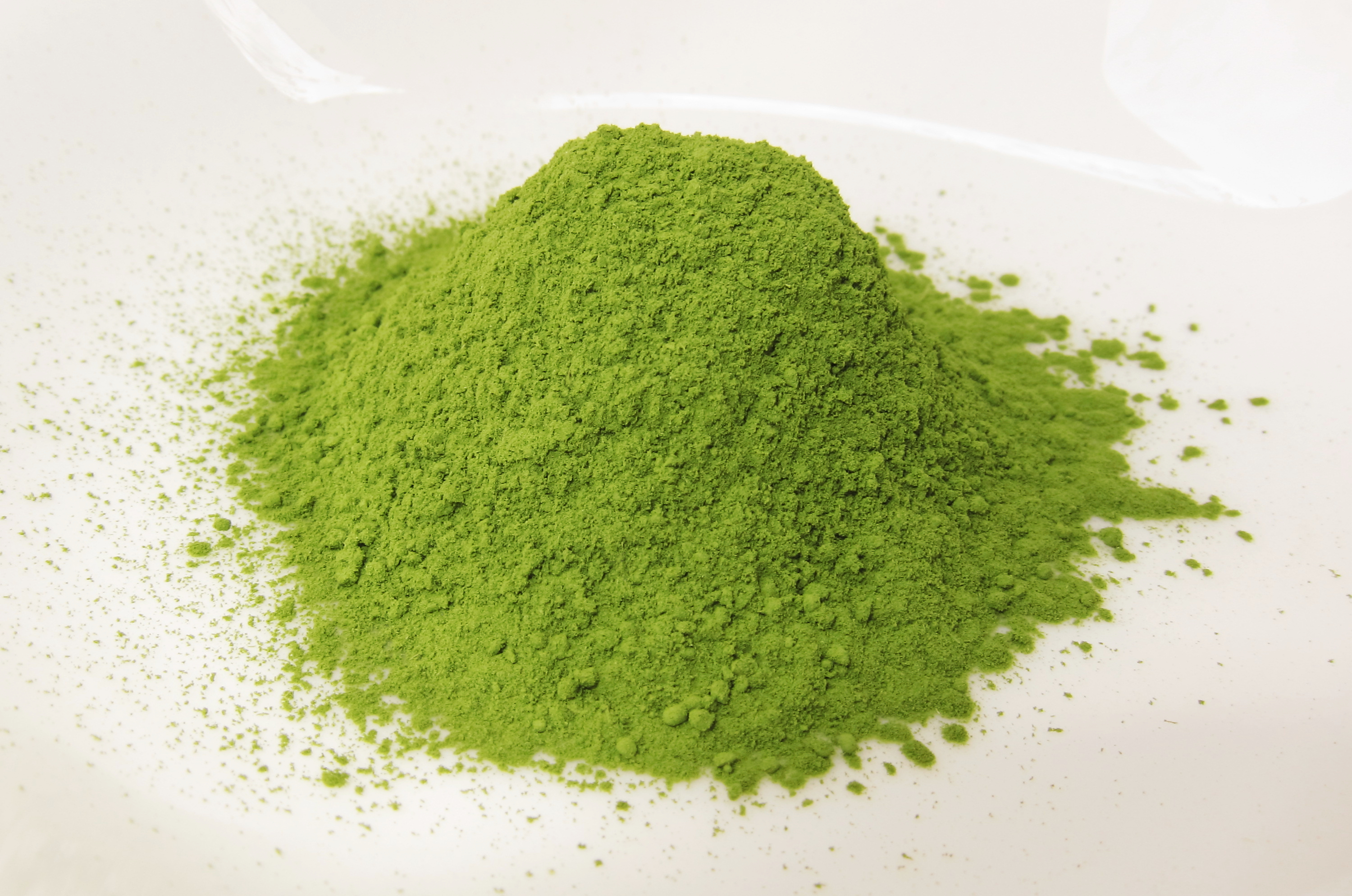
Grüner Tee – Matcha, Japan 2014

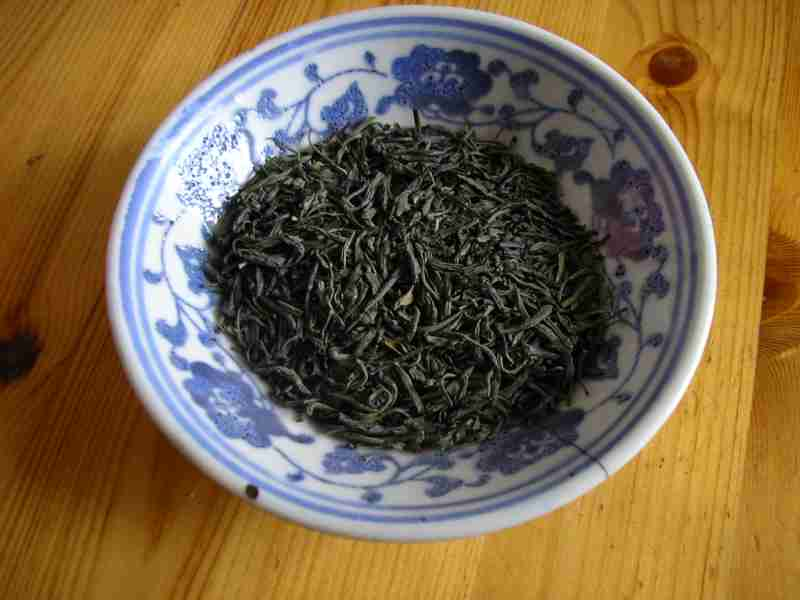
Grüner Tee – Maojian, China 2005

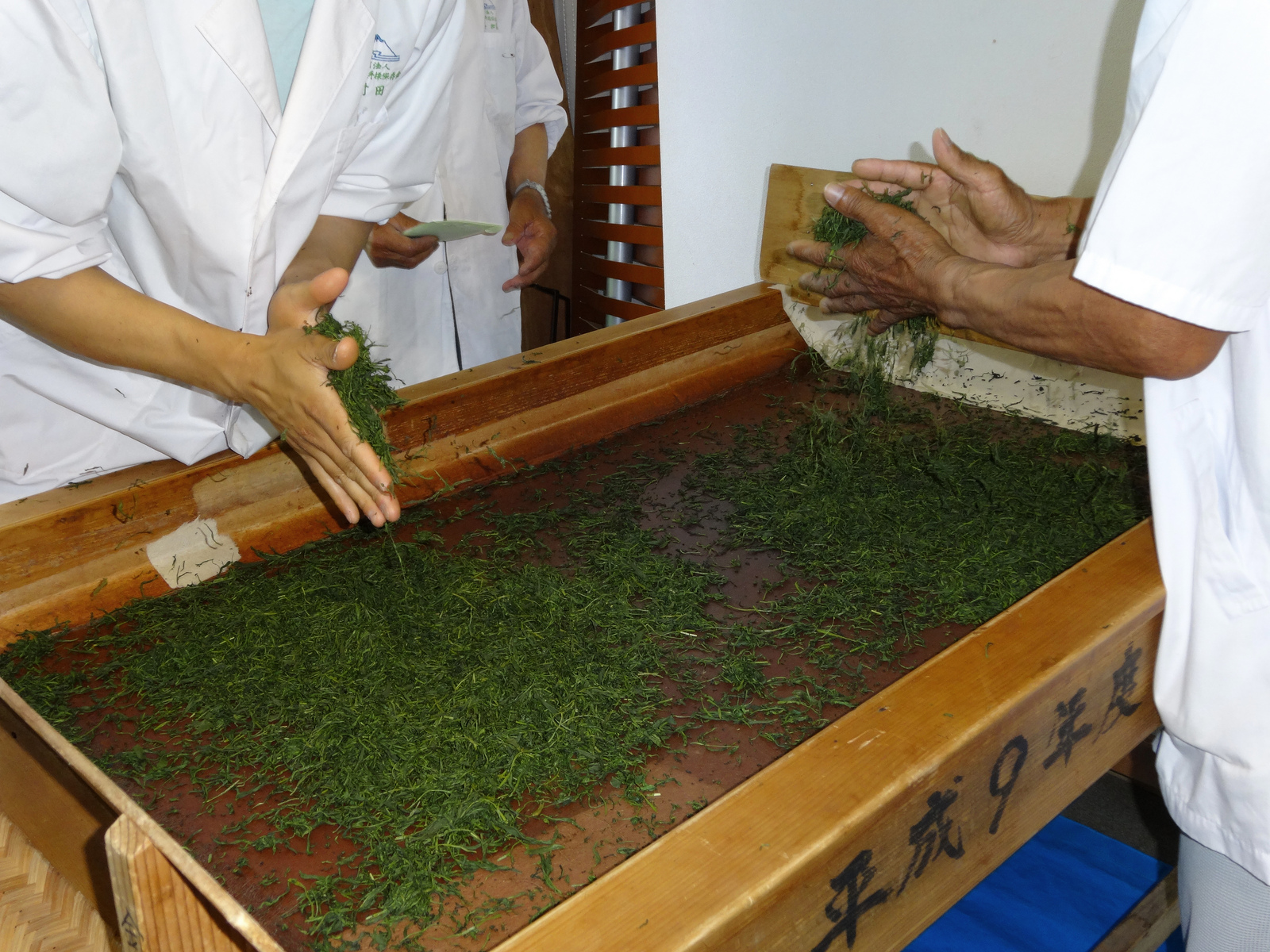
Manuelle Teeverarbeitung, Japan 2013

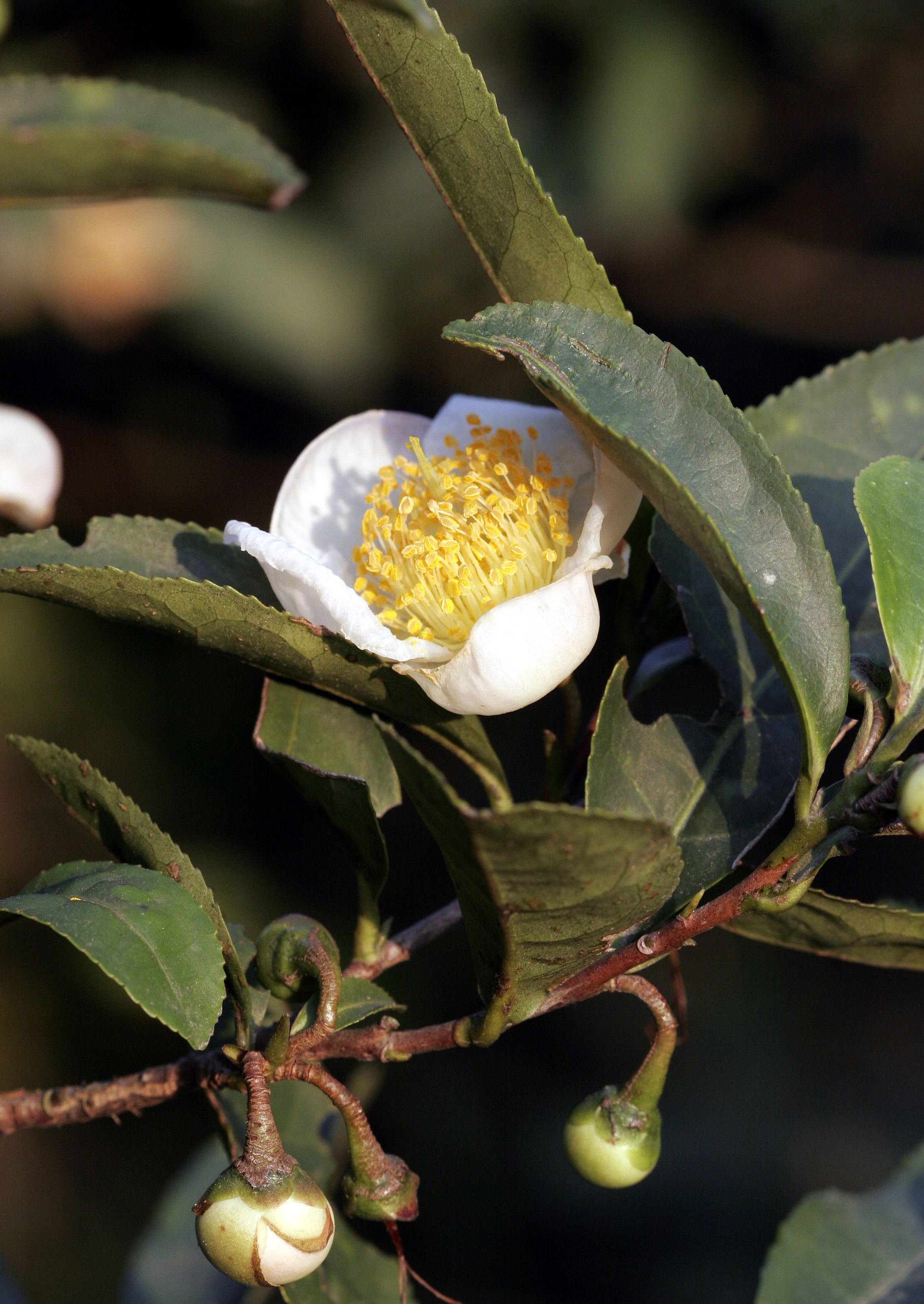
Blüte einer Teepflanze (Longjing-Tee, „Drachenbrunnentee“)

In der Pfanne geröstete, chinesische Sorten haben oft einen leicht herb-rauchigen, aber auch häufig einen blumigen Geschmack, während japanische, gedämpfte Grüntees eine grasig-frische Note auszeichnet. Jasmintee ist ein durch die Zugabe von Jasminblüten aromatisierter Grüntee.

#### China (Auswahl)
- Bi Feng, feines Blatt
- Bi Luo Chun, tiefgrünes und fein gedrehtes Blatt, frisches Aroma, im Aufguss hell
- Gu Zhan Mao Jian
- Gui Hua
- Gunpowder („Schießpulver“, früher auch Perlentee bezeichnet), zu Kugeln gerollte Teeblätter, erdig
- Li-Zi Xiang, goldgelber Tee
- Long Tseng, langes, flaches Blatt
- Longjing (auch Lung Ching, 龍井茶 / 龙井茶 – „Drachenbrunnentee“, häufig kurz als „Drachentee“ bezeichnet), aus der Provinz Zhejiang, flache grüne Blätter, jadegrüne Farbe, würziger Duft, im Aufguss klar und gelb
- Lu An Gua Pian (Melon Seeds)
- Lushan Yun Wu (Clouds and Mist)
- Maofeng (Mao = behaart, Feng = spitz), Tee aus dem Hochgebirge, leicht gedrehte silbrige Blätter
- Maofeng Cris Cross, wird als edle Rarität bezeichnet, im Aufguss gelb-grüne Tasse mit fein süßlichen Nuancen
- Maojian (毛尖 – „Haarspitzen“, auch Xinyang Maojian 信陽毛尖 / 信阳毛尖) oder Du Yun Maojian
- Matcha (gemahlener Tee), Pulvertee, Schattentee, reich an EGCG-Catechinen und Koffein
- Mêngting (Verborgener Berggipfel)
- Moon Palace, kugeliges Blatt, leicht herbe Würze
- Pan Long Ying Hao, weiches, gerolltes Blatt mit vielen weißen Teespitzen
- Pouchong(Taiwan), fruchtiges Aroma
- Qingcheng, Provinz Sichuan
- San Xia Mao Juan, leicht gekräuseltes Blatt
- Sencha (煎茶), hell und weich, dennoch würzig
- Tian Mu Qing Ding, fein gearbeitetes Teeblatt, im Aufguss jadegrün
- Tung-Ting, aus Taiwan
- Tuocha, leicht anfermentierter Yunnan, würzig
- Yin Gou, gleichmäßiges Blatt, umgeben von weichem Flaum
- Yong Xi Hou Qing, von wilden Teepflanzen zwischen Orchideenfeldern aufgewachsen
- Yuncui, wird als vollmundig, blumig, hocharomatisch beschrieben, handgearbeitetes, langes tiefgrünes Blatt
- Yunnan grün, milder, leichter Geschmack
- Zhenmei (auch Chun Mee, 珍眉 – „kostbare Augenbraue“), gekrümmtes silbriges Blatt, kräftig, leicht rauchig

#### Indien
- Assam kräftig, malzig
- Darjeeling Muscatel-Note. First Flush: helle Tasse, spritzig leicht, Frische, die an Spargel erinnert. Second Flush: Kräftige Tasse mit typischer Muscatel-Note
- Nilgiri duftig, leichte Zitrusnote

#### Japan (Auswahl)
- Aracha (japanisch: 荒茶), roher grüner Tee
- Bancha („gewöhnlicher Tee“, japanisch: 番茶), ähnlich dem Sencha (ältere Blätter), niedriger Koffeingehalt, viel Kalzium, wird in allen Teeanbaugebieten Japans von den gleichen Pflanzen wie der Sencha geerntet, im Unterschied zu diesem (Pflückung nur der Blatt-Knospe und der ersten beiden Blätter) wird das vierte, fünfte und sechste Blatt gepflückt. Deshalb ist er ein einfacher Tee und enthält wenig Koffein, da die jungen Blätter mehr Koffein enthalten und bessere Qualitäten ergeben.
- Fukamushicha (stärker bedämpfter Sencha, japanisch: 深蒸し茶)
- Funmatsucha (Instant gemahlener Tee, japanisch: 粉末茶)
- Gabalong (japanisch: ギャバロン茶), hoher Gamma-Aminosäure-Gehalt erzielt durch spezielle natürliche Verarbeitung
- Genmaicha (japanisch: 玄米茶), mit gerösteten Reiskörnern angereicherter und dadurch aromatisierter Tee
- Gyokuro („edler Tautropfen“, japanisch: 玉露), Schattentee, grasig, hoher Coffeingehalt
- Hōjicha, (japanisch: 焙じ茶) gerösteter Sencha/Bancha
- Kabusecha (unter dem Halbschattennetz gewachsener Tee, japanisch: かぶせ茶), ein Sencha, der unter ähnlichen Lichtbedingungen wächst wie die wilde Teepflanze
- Kamairicha (pfannengerösteter Tee, japanisch: 釜炒り茶)
- Konacha („Pulvertee“, japanisch: 粉茶)
- Kukicha (japanisch: 茎茶), hoher Anteil an Stielen und Blattrippen, grasig, nadelförmiges Blatt, mild und coffeinarm
- Matcha („gemahlener Tee“, japanisch: 抹茶), Pulvertee, Schattentee aus Tencha (Basistee, 碾茶), hoher Coffeingehalt
- Mecha (japanisch: 芽茶)
- Sencha („gedämpfter Tee“, japanisch: 煎茶), der am häufigsten getrunkene Grüntee Japans, es gibt unterschiedlichste Qualitäten aus drei Erntezeiten (April/Mai-erste Ernte, Juni/Juli-zweite Ernte, August/September-dritte Ernte). Je früher die Ernte, umso höher die Qualität, die jedoch nicht nur von der Erntezeit abhängt.
- Shincha (erster Tee eines Jahres, von jungen Blättern, japanisch: 新茶)
- Tamaryokucha (japanisch: 玉緑茶), andere Form eines gerösteten oder gedämpften Tees, Variante: Yonkon
- Tencha (japanisch: 碾茶)

#### Vietnam
- Lotustee (Trà Sen) – Eine der bekanntesten und geschätztesten Teesorten Vietnams. Dieser Tee wird durch das Infundieren von grünem Tee mit den Duftessenzen von Lotusblüten hergestellt, was ihm ein einzigartiges, blumiges Aroma verleiht.
- Jasmintee (Trà Lài) – Ähnlich wie Lotustee wird dieser aromatisierte Grüntee durch das Mischen von getrockneten Jasminblüten mit grünen Teeblättern hergestellt, was ihm einen süßen, stark blumigen Duft und Geschmack verleiht.
- Shan Tuyet – Ein seltener Weißer Tee aus den bergigen Regionen Nordvietnams, speziell aus der Provinz Ha Giang. Die Teeblätter sind dick, silbrig und behaart und produzieren einen süßen, cremigen Geschmack.
- Thai-Nguyen-Tee (Che Thai Nguyen) – Einer der berühmtesten Grüntees aus Vietnam, bekannt für sein starkes Aroma und seinen leicht bitteren Geschmack. Dieser Tee stammt aus der Provinz Thai Nguyen, die als das „Teezentrum“ Vietnams gilt.
- Oolong-Tee aus den Lam-Dong-Hochebenen – In der Region Bao Loc angebaut, ist dieser Oolong bekannt für seine Blumigkeit und Süße, mit einer leicht rauchigen Note.

## Zubereitung
Grüner Tee wird mit 70 bis höchstens 90 °C heißem Wasser aufgebrüht, da zu heißes Wasser den Tee je nach Sorte bitter bis ungenießbar macht. Kälter als 50 °C sollte das Wasser auch nicht sein. Dafür lässt man das kochende Wasser 10 Minuten abkühlen oder mischt kaltes Wasser dazu.
Mit steigender Temperatur verbessert sich die Löslichkeit der meisten Teebestandteile – ist das Ziehwasser zu kalt, dann können die Inhaltsstoffe nicht in dem Aufguss gelöst werden. Für viele Sorten sind 70 °C die richtige Temperatur zur Teezubereitung. Trinkt man grünen Tee aus gesundheitlichen Gründen, ist Folgendes zu beachten: Das im Tee enthaltene hitzeempfindliche Vitamin C verbessert die Aufnahme der gesundheitsfördernden Polyphenole. Andererseits verbessert das Überbrühen mit 95 °C heißem Wasser und eine längere Ziehdauer (zehn Minuten bis eine Stunde) die Extraktion der Polyphenole; in diesem Fall kann nachträglich dem abgekühlten Tee etwas Zitronensaft zur Erneuerung des Vitamin-C-Gehaltes hinzugefügt werden.
Man kann bestimmte Teesorten auch bei entsprechend langer Ziehzeit mit kaltem Wasser aufgießen. Hierbei werden insbesondere spezielle schwarze Tees, Kräuter- und Früchteteemischungen angeboten, die bereits durch ein Heißdampfverfahren behandelt wurden. Es ist eine traditionelle japanische Zubereitungsmethode, die vor allem in den letzten Jahren populär wurde (jap.: Mizudashi, engl.: cold brew tea).
In Ostasien werden die Teeblätter länger im Wasser gelassen. Der Geschmack ändert sich so über die Zeit des Trinkens, was nach zehn Minuten Ziehzeit einen sehr bitteren Teerest ergibt. Das Abgießen in eine zweite, leere Kanne ist in China nicht üblich. Chinarestaurants praktizieren das Überziehen gerne, koreanische nicht.
Man kann grünen Tee mehrfach aufgießen. Allerdings gilt zu beachten, dass bei weiteren Aufgüssen heißeres Wasser benutzt und die Ziehzeit verkürzt werden sollte.
In der Teekultur in Nordwestafrika sind drei Aufgüsse meist bei der Sorte Gunpowder üblich. Dabei kommen reichlich Zucker und häufig einige frische Nanaminzeblätter in die Teekanne. Der Tee sollte aus großer Höhe in die Gläser eingegossen oder mehrfach umgefüllt werden, damit sich der erwünschte Schaum im Glas bildet.

## Medizinische Wirkungen und Studien
Weltweit wurde inzwischen in über 100 klinischen Studien mit grünem Tee dessen medizinische Wirksamkeit untersucht. Die Studien sind jedoch oft schwer miteinander vergleichbar. Viele behauptete gesundheitsfördernde Wirkungen lassen sich nicht beweisen: Sie beruhen größtenteils auf epidemiologischen Studien, deren Interpretationen umstritten sind, sowie auf Labor- und Tierversuchen, deren Ergebnisse nicht ohne Weiteres auf den Menschen übertragen werden können – schon allein, weil der oft im Zentrum der Betrachtung stehende Wirkstoff Epigallocatechingallat (EGCG) beim normalen Teetrinken vom Körper kaum aufgenommen wird. Darüber hinaus zählt EGCG zu den PAINS. Dies schränkt die Aussagekraft von Laborstudien erheblich ein.
In der in Japan durchgeführten und über 11 Jahre laufenden sogenannten Ohsaki-Studie mit 40.530 Erwachsenen im Alter von 40 bis 79 Jahren wurde festgestellt, dass das Getränk positive kardiovaskuläre Eigenschaften hat und dadurch lebensverlängernd wirkt. Demnach sank die Sterberate bei männlichen Testteilnehmern, die mindestens fünf Tassen täglich tranken, um 12 Prozent, bei Frauen um 23 Prozent. Besonders Todesfälle wegen Herz-Kreislauf-Erkrankungen waren seltener, auch hier bei Frauen deutlicher (31 / 22 Prozent). Eine Reduzierung der Sterblichkeit durch Krebserkrankungen wurde in dieser Studie nicht festgestellt.
Die im Schwarztee und besonders im grünen Tee enthaltenen Polyphenole und Fluoride senken das Risiko für die Zahnkaries.
Wer mehr als zehn Tassen grünen Tee am Tag trinkt, könnte damit seine Leber und Nieren schädigen. Dies behaupten Chung Yang und seine Kollegen der Rutgers-Universität New Jersey im Journal Chemical Research in Toxicology nach einer Sichtung von Studien. Zu hohe Dosen der im grünen Tee enthaltenen Polyphenole können toxisch wirken, so Yang. Bislang konnte diese These in Studien am Menschen jedoch nicht bestätigt werden.
Der Genuss von grünem Tee könnte auch bestimmte Arzneimittel in ihrer Wirkung behindern. So stellt eine japanische Studie aus dem Jahr 2014 fest, dass der Genuss von grünem Tee die Plasmakonzentration des Betablockers Nadolol reduzieren kann. Offensichtlich vermindern Substanzen im Tee die Aufnahme des Wirkstoffs im Darm.